# Giuseppe Porelli
Giuseppe Porelli, nato Porcelli (Napoli, 24 novembre 1897 – Roma, 5 marzo 1982), è stato un attore italiano.

## Biografia
Figlio di Giuseppe e di Teresa Fiore, frequenta l'Istituto Tecnico superiore e trova impiego nelle Ferrovie dello Stato. Nelle ore libere recita con una compagnia filodrammatica. Nel 1918, spinto dalla passione per lo spettacolo, lascia il suo impiego per accettare una scrittura come attore generico nella compagnia di Irma Gramatica. Mutato il suo cognome dallo sconveniente Porcelli a Porelli, approda al genere brillante recitando in diverse formazioni dirette da Lamberto Picasso, Uberto Palmarini, Armando Falconi e Sergio Tofano affinando il suo ruolo di spalla nel quale risulterà particolarmente apprezzato.
Nei primi anni quaranta è in ditta con Viarisio al quale somigliava molto fisicamente e spesso veniva scambiato per lui, e Isa Pola per poi comporre, nel 1949, un'altra compagnia di successo assieme ad Ave Ninchi e Andreina Paul. Quindi porta sul palcoscenico, con Margherita Bagni, Giulietta Masina, Franco Scandurra, Lea Padovani e Carla Del Poggio, la trasposizione teatrale del romanzo di Moravia Gli indifferenti. Conosce inoltre una straordinaria stagione di successi nella maturità, recitando in commedie musicali scritte da Garinei e Giovannini come Al Grand Hotel del 1948,  Buonanotte Bettina del 1956 e Rinaldo in campo del 1962, ritornando frequentemente al teatro dove ebbe particolare successo con Liolà di Pirandello nel 1971.
Attivissimo anche nel cinema, dove esordì nel 1926 con Garibaldi, l'eroe dei due mondi, diretto da Aldo De Benedetti, proseguirà per circa mezzo secolo a interpretare numerosi ruoli di carattere di personaggi simpatici e comunicativi - seppur petulanti o spiantati e maldestri (Parigi è sempre Parigi del 1951 di Luciano Emmer) - mentre in altre occasioni di rango e sofisticati (Miseria e nobiltà di Mario Mattoli del 1954), comunque quasi sempre positivi. Porelli viene diretto da Carmine Gallone, Mario Camerini, Giorgio Simonelli, Mario Monicelli, Vittorio De Sica, Camillo Mastrocinque e soprattutto da Mario Mattoli.
Fu molto attivo alla radio e in diversi spettacoli televisivi di prosa. Interpretò anche una fortunata edizione televisiva di Questi fantasmi accanto a Eduardo De Filippo, Biblioteca di Studio Uno oltre agli sceneggiati L'Alfiere, I Buddenbrook e Scaramouche, accanto a Domenico Modugno, come pure, nel 1963, affiancò Delia Scala e Toni Ucci nel varietà televisivo Smash.
Sposato con l'attrice Rinalda Marchetti, è morto nel 1982.

## Filmografia parziale

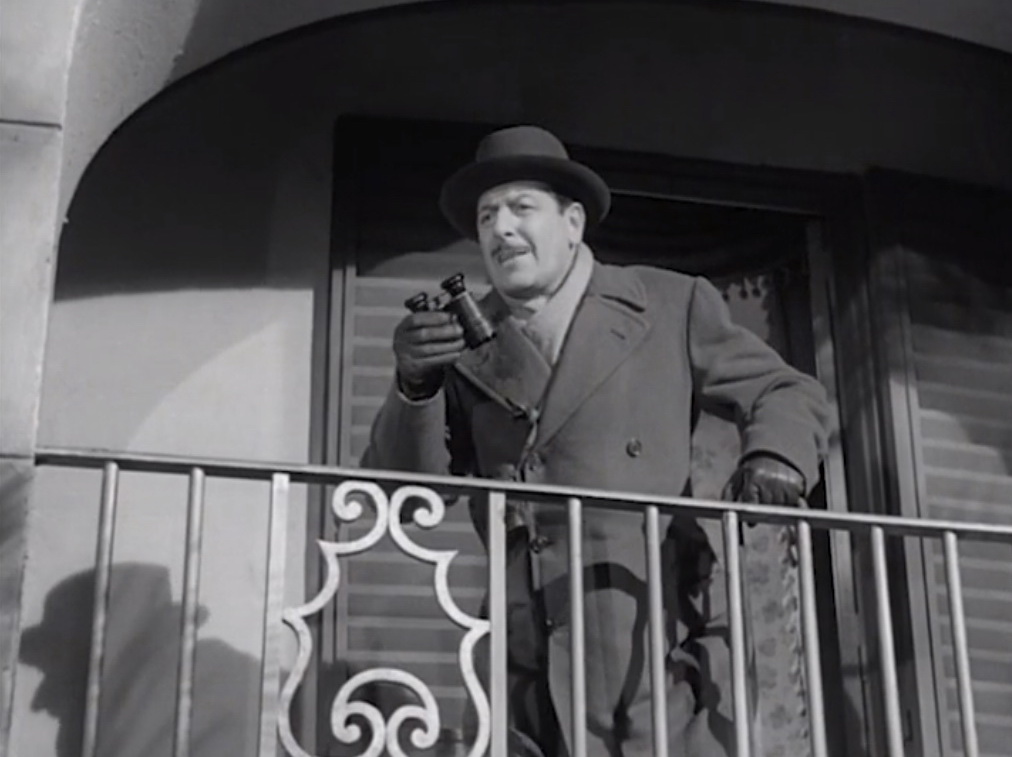
Giuseppe Porelli in Siamo tutti inquilini (1953)

- La telefonista, regia di Nunzio Malasomma (1932)
- Oggi sposi, regia di Guido Brignone (1934)
- Frutto acerbo, regia di Carlo Ludovico Bragaglia (1934)
- 30 secondi d'amore, regia di Mario Bonnard (1936)
- Felicita Colombo, regia di Mario Mattoli (1937)
- Napoli d'altri tempi, regia di Amleto Palermi (1938)
- Fuochi d'artificio, regia di Gennaro Righelli (1938)
- La casa del peccato, regia di Max Neufeld (1938)
- L'amor mio non muore!, regia di Giuseppe Amato (1938)
- La mazurka di papà, regia di Oreste Biancoli (1938)
- Retroscena, regia di Alessandro Blasetti (1939)
- Bionda sottochiave, regia di Camillo Mastrocinque (1939)
- Due milioni per un sorriso, diretto da Mario Soldati e Carlo Borghesio  (1939)
- Belle o brutte si sposan tutte..., regia di Carlo Ludovico Bragaglia (1939)
- Napoli che non muore, regia di Amleto Palermi (1939)
- Batticuore, regia di Mario Camerini (1939)
- Scandalo per bene, regia di Esodo Pratelli (1940)
- La peccatrice, regia di Amleto Palermi 1940)
- Trappola d'amore, regia di Raffaello Matarazzo (1940)
- Cento lettere d'amore, regia di Max Neufeld (1940)
- Primo amore, regia di Carmine Gallone (1941)
- Turbine, regia di Camillo Mastrocinque (1941)
- Colpi di timone, regia di Gennaro Righelli (1942)
- Margherita fra i tre, regia di Ivo Perilli (1942)
- L'affare si complica, regia di Pier Luigi Faraldo (1942)
- Il viaggio del signor Perrichon, regia di Paolo Moffa (1943)
- Harlem, regia di Carmine Gallone (1943)
- T'amerò sempre, regia di Mario Camerini (1943)
- Gli assi della risata, epis. Non chiamarmi Dodo!, regia di Roberto Bianchi (1943)
- Ti conosco, mascherina!, regia di Eduardo De Filippo (1944)
- Il fiore sotto gli occhi, regia di Guido Brignone (1944)
- I dieci comandamenti, regia di Giorgio Walter Chili (1945)
- Non canto più, regia di Riccardo Freda (1945)
- Abbasso la ricchezza!, regia di Gennaro Righelli (1946)
- Io t'ho incontrata a Napoli, regia di Pietro Francisci (1946)
- Lo sconosciuto di San Marino, regia di Michał Waszyński (1946)
- Felicità perduta, regia di Filippo Walter Ratti (1946)
- Cronaca nera, regia di Giorgio Bianchi (1947)
- Legge di sangue, regia di Luigi Capuano (1947)
- Dove sta Zazà?, regia di Giorgio Simonelli (1947)
- Sambo, regia di Paolo William Tamburella (1950)
- Parigi è sempre Parigi, regia di Luciano Emmer (1951)
- Arrivano i nostri, regia di Mario Mattoli (1951)
- Accidenti alle tasse!!, regia di Mario Mattoli (1951)
- Io, Amleto, regia di Giorgio Simonelli (1952)
- Senza veli, regia di Carmine Gallone e Arthur Maria Rabenalt (1952)
- Era lei che lo voleva!, regia di Marino Girolami e Giorgio Simonelli (1953)
- Città canora, regia di Mario Costa (1953)
- L'incantevole nemica, regia di Claudio Gora (1953)
- Siamo tutti inquilini, regia di Mario Mattoli (1953)
- Carosello napoletano, regia di Ettore Giannini (1953)
- Stazione Termini, regia di Vittorio De Sica (1953)
- Casa Ricordi, regia di Carmine Gallone (1954)
- Miseria e nobiltà, regia di Mario Mattoli (1954)
- Gran varietà, regia di Domenico Paolella (1954)
- Donne, amore e matrimoni, regia di Roberto Bianchi Montero (1956)
- Donatella, regia di Mario Monicelli (1956)
- I girovaghi, regia di Hugo Fregonese (1956)
- I giorni più belli, regia di Mario Mattoli (1956)
- Vacanze a Ischia, regia di Mario Camerini (1957)
- I prepotenti, regia di Mario Amendola (1958)
- Carosello di canzoni, regia di Luigi Capuano (1958)
- Il bacio del sole (Don Vesuvio), regia di Siro Marcellini (1958)
- Le notti dei teddy boys, regia di Leopoldo Savona (1959)
- Le donne ci tengono assai, regia di Antonio Amendola (1959)
- Noi duri, regia di Camillo Mastrocinque (1960)
- A qualcuna piace calvo, regia di Mario Amendola (1960)
- Genitori in blue-jeans, regia Camillo Mastrocinque (1960)
- Le ambiziose, regia di Antonio Amendola (1961)
- Don Camillo monsignore... ma non troppo, regia di Carmine Gallone (1961)
- Il giudizio universale, regia di Vittorio De Sica (1961)
- Maurizio, Peppino e le indossatrici, regia di Filippo Walter Ratti (1961)
- I Don Giovanni della Costa Azzurra, regia di Vittorio Sala (1962)
- Il mio amico Benito, regia di Giorgio Bianchi (1962)
- Una ragazza a Saint-Tropez (Le Gendarme de Saint-Tropez), regia di Jean Girault (1964)
- Mi vedrai tornare, regia di Ettore Maria Fizzarotti (1966)
- Stasera mi butto, regia di Ettore Maria Fizzarotti (1967)

### Doppiatori italiani
- Stefano Sibaldi in Noi duri, Era lei che lo voleva!, Non canto più
- Giulio Panicali in Vacanze a Ischia, Margherita fra i tre
- Giorgio Capecchi in Il mio amico Benito
- Edoardo Toniolo in Don Camillo monsignore... ma non troppo!

## Prosa televisiva Rai
- Lieto fine, di Dino Falconi, regia di Gianfranco Bettetini, trasmessa dal Programma Nazionale il 12 settembre 1965.

## Prosa radiofonica Rai
- Non ti conosco più di Aldo De Benedetti, regia di Umberto Benedetto, trasmessa il 27 aprile 1952.